# البرق الشامي
البرق الشامى أحد كتب التاريخ، ألفه عماد الدين الأصفهاني (519 هـ - 597 هـ)، يؤرخ الكتاب للفترة الزمنية الواقعة بين سنتي 562 هـ-589 هـ على عدة أجزاء، وقد بدأ الكاتب في كتابه بذكر نفسه وصورة انتقاله من العراق إلى الشام، وما جرى من خدمته للسلطان نور الدين محمود وخدمته للسلطان صلاح الدين الأيوبي، وذكر في الكتاب شيء من فتوحات الشام، وقد سمى المؤلف كتابه البرق الشامي لأنه شبه أوقاته في تلك الأيام بالبرق الخاطف لطيبها ورعة انقضائها.